# Actinopus crassipes
Actinopus crassipes är en spindelart som först beskrevs av Eugen von Keyserling 1891.  Actinopus crassipes ingår i släktet Actinopus och familjen Actinopodidae. Inga underarter finns listade i Catalogue of Life.